# Kummerow (am See)
Kummerow ist eine Gemeinde im Landkreis Mecklenburgische Seenplatte im Landesteil Vorpommern. Die Gemeinde ist Teil des Amtes Malchin am Kummerower See.

## Geografie und Verkehr
Kummerow befindet sich etwa sechs Kilometer nordöstlich von Malchin. Die Bundesstraße 104 (Lübeck–Stettin) verläuft südlich und die B 194 (Waren–Stralsund) östlich der Gemeinde. Die Gemeinde liegt am Südostufer des Kummerower Sees und teilweise im Naturpark Mecklenburgische Schweiz und Kummerower See. Die Westgrenze der Gemeinde verläuft am Ufer der Ostpeene.

## Gemeindegliederung
Zur Gemeinde Kummerow gehören die Ortsteile:
- Axelshof
- Kummerow
- Leuschentin
- Maxfelde

## Geschichte
Kummerow wurde wohl ab dem 5. Jahrhundert von slawischen Stämmen besiedelt. Der Ortsname ist slawischer Herkunft und bedeutet so viel wie Mückenort, abgeleitet von komor für Mücke. Erstmals urkundlich erwähnt wurde Kummerow im Jahr 1222. Der Ort wurde bis ins 20. Jahrhundert Cummerow genannt.
Schon 1255 erhielt der Ort das Stadtrecht. 1309 war Heinrich von Maltzahn Burgvogt von Kummerow und Vogt des Landes Kalden. Im Jahr 1315 wurde die Burg Kummerow belagert, konnte aber nicht eingenommen werden. Nach 1320 wurde den Herren von Maltzahn das Lehen vom Herzog von Pommern entzogen, der es 1368 dem Pfarrherren von Kummerow schenkte. Um 1420 kommt der Ort wieder an die Familie von Maltzahn. 1450 wurden Burg und Vogtei in einer mecklenburgisch-pommerschen Fehde belagert und erobert. Nach dem Friedensschluss am 29. August 1450 kamen Schloss, Stadt und Vogtei Kummerow an Mecklenburg.
Nach erneutem Krieg fiel Kummerow 1481 wieder an Pommern und ging wiederum als Lehen an die von Maltzahns. Von 1573 bis 1671 gab es langwierige Fehden und Verhandlungen zwischen den von Maltzahns, der Stadt und dem Kloster Dargun. Der Dreißigjährige Krieg führte zu großen Verwüstungen in Kummerow, nur 16 Bewohner überlebten den Krieg. Danach wurde Kummerow schwedischer Besitz des Generals Baron Bleichert. 1671 verlor Kummerow seine Stadtrechte und die Familie von Maltzahn wurde wiederum Eigentümer des Ortes, was ihr 1741 von dem neuen Landesherren, dem König in Preußen Friedrich II., bestätigt wurde.
Ein Austausch der Enklave Kummerow mit Gebieten Mecklenburgs wurde 1925 abgelehnt, es wird festgestellt „dass die Bewohner [der Enklave] seit Jahrhunderten Preußen seien, sich in jeder Beziehung als Preußen fühlten und es auch bleiben wollten“.
Im Zweiten Weltkrieg wurden im Ort u. a. aus Stettin und Berlin evakuierte Kinder untergebracht. Am 30. April 1945 wurde Kummerow von sowjetischen Einheiten besetzt. Im Gutshaus wurde ein Quarantänelager für tausend ehemalige Zwangsarbeiter eingerichtet.
Wegen der Flüchtlinge aus dem Osten Deutschlands erhöhte sich die Zahl der Einwohner von 325 (1938) auf 720 (1946). Im Jahr 1954 wurde die Straße von Leuschentin nach Kummerow fertiggestellt. Dadurch erhielt Kummerow Anschluss an das feste Straßennetz. Im Jahr 1957 wohnten 979 Einwohner in der Gemeinde. Ein am See errichteter Campingplatz erfreute sich immer größerer Beliebtheit. 3310 Urlauber auf beiden Zeltplätzen und ca. 5670 Urlauber zusätzlich in Bungalows und als Naherholer verbrachten ihren Urlaub im Jahr 1976 in Kummerow.
Am 1. Januar 1951 wurde die bisher eigenständige Gemeinde Leuschentin eingegliedert.
In den Jahren 1963 bis 1965 erhielt Kummerow eine zentrale Wasserversorgung, vorher wurde Seewasser verwendet.
1966 wohnten 876 Einwohner in der Gemeinde.
Bis zum 1. Januar 2005 war die Gemeinde Teil des Amtes Am Kummerower See.
Leuschentin: Gut und Gutshaus Leuschentin waren um 1900 Besitz der Familie von Maltzahn.

## Politik

### Wappen
| Wappen von Kummerow | Blasonierung: „Über blauem erniedrigten Wellenschildfuß in Gold ein nach links zwei Blätter und dazwischen eine Traube treibender roter Weinstock, begleitet rechts von zwei roten Hasenköpfen.“ |
| Wappen von Kummerow | Wappenbegründung: Das Wappen zeugt durch die Aufnahme der Symbole der Hasenköpfe und des Weinstocks von einer stetigen Beziehung zu der Familie von Maltzahn. Auch auf deren Wappen sind diese Symbole, allerdings in anderer Farbgebung und Anordnung, enthalten und so bereits auf einem Siegelabdruck aus dem Jahr 1293 nachweisbar. Die Übernahme der Symbole in variierter Gestaltung deutet darauf hin, dass die Familie über Jahrhunderte das wirtschaftliche und gesellschaftliche Leben im Gemeindeterritorium prägte. Heute wie damals besticht die Gemeinde durch ihre Lage am Südostufer des Kummerower See, worauf der Wellenschildfuß um Wappen hinweisen soll. Das Gemeindegebiet ist Teil des Naturparks Mecklenburgische Seenplatte und des Naturparks Kummerower See. Das Wappen wurde von dem Schweriner Karl-Heinz Steinbruch gestaltet. Es wurde am 23. Juli 2014 durch das Ministerium des Innern genehmigt und unter der Nr. 356 der Wappenrolle des Landes Mecklenburg-Vorpommern registriert. |

### Flagge
Die Gemeinde verfügt über keine amtlich genehmigte Flagge.

### Dienstsiegel
Das Dienstsiegel zeigt das Gemeindewappen mit der Umschrift „GEMEINDE KUMMEROW“.

## Sehenswürdigkeiten

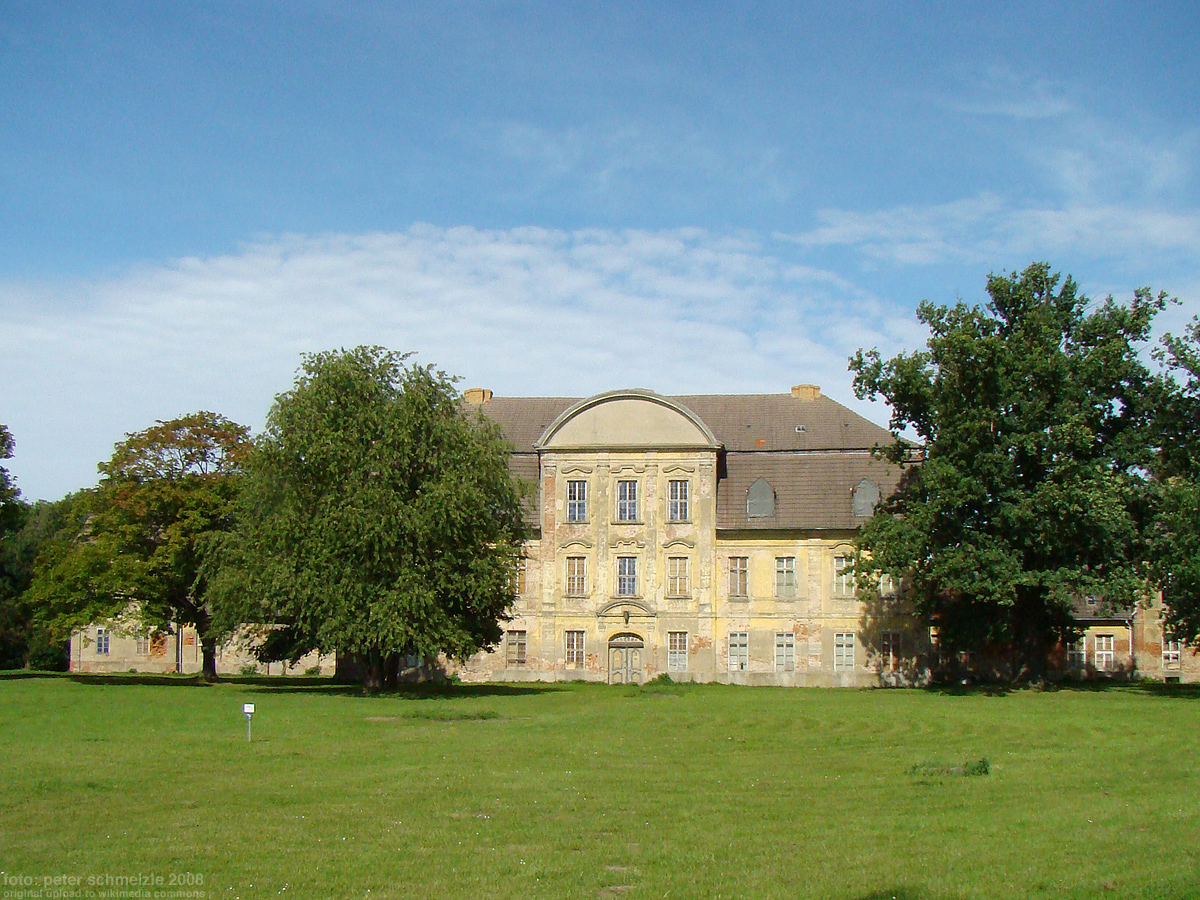
Schloss Kummerow

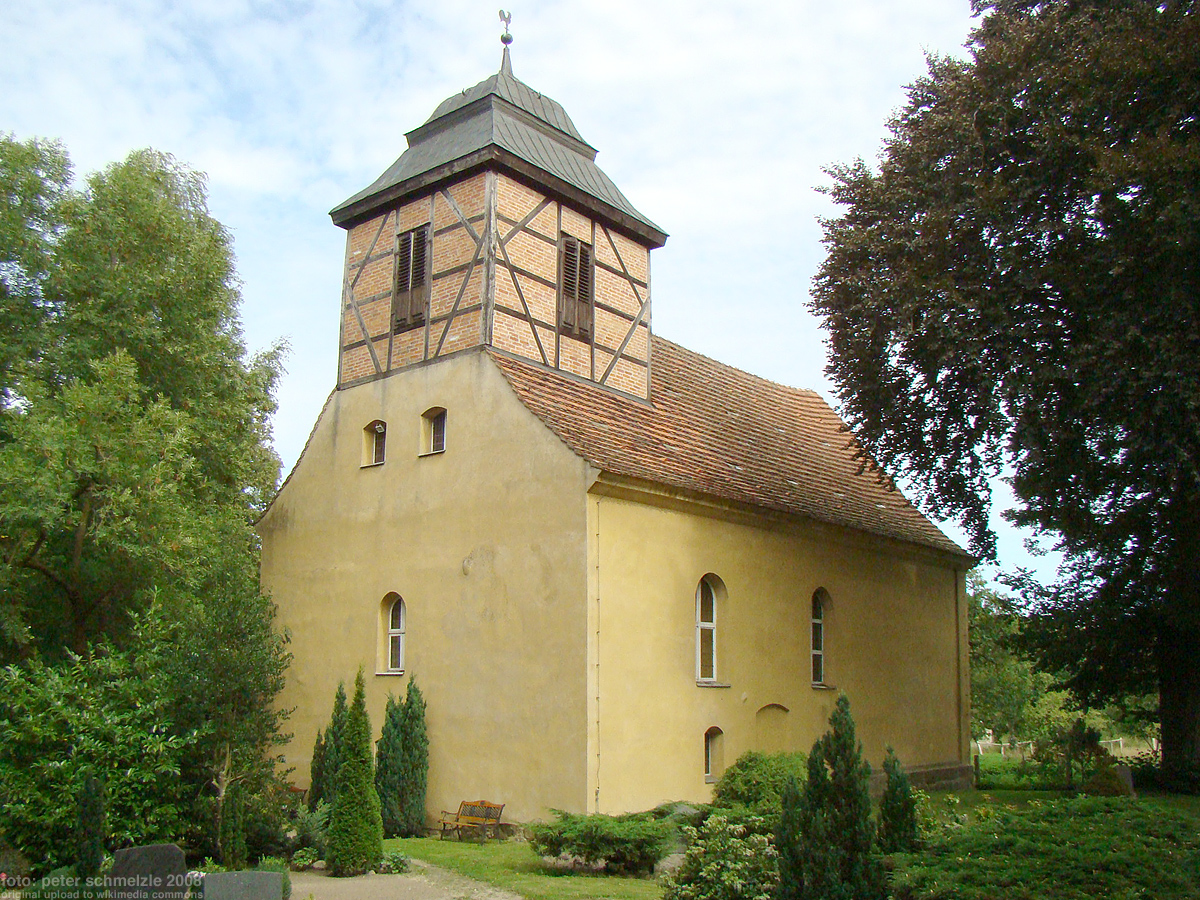
Dorfkirche Kummerow

- Das Schloss Kummerow wurde von 1725 bis 1733 im Stil des Barock für die Familie von Maltzahn erbaut. Der langgestreckte zweigeschossige Hauptbau ist über Galeriebauten mit zweigeschossigen Eckpavillons verbunden und von historischen Wirtschaftsgebäuden und den Überresten eines Landschaftsparks von Peter Joseph Lenné umgeben. Nach der Sanierung ist es seit 2016 öffentlich zugänglich, gezeigt wird eine Sammlung internationaler Fotografie.[4]
- Die Dorfkirche Kummerow wurde im 13. Jahrhundert als rechteckiger Backsteinbau errichtet und erhielt durch einen Umbau im 18. Jahrhundert ihren Fachwerkdachturm und ihre heutige Gestalt. In der Kirche hat sich die Ausstattung des 18. Jahrhunderts erhalten, darunter ein Kanzelaltar sowie Patronatsloge und Orgelempore mit jeweils allegorischen Malereien an den Brüstungen. In der Kirche befinden sich außerdem historische Glasmalereien und Grabplatten der Familie Maltzahn.
- Gutshaus Axelhof

## Persönlichkeiten

### In Kummerow geboren
- Hans Albrecht von Maltzan (1754–1825), oldenburgischer Diplomat und Regierungspräsident
- Friedrich Friese (II.) (1792–1863), Organist und Orgelbauer
- Thomas Brick (1947–2007), Mediziner und Politiker (CDU)

### Mit Kummerow verbunden
- Tilo Jung (* 1985), Journalist, im Ortsteil Leuschentin aufgewachsen